# Zorzines flavotincta
Zorzines flavotincta là một loài bướm đêm trong họ Noctuidae.